# Bulbophyllum lorentzianum
Bulbophyllum lorentzianum är en orkidéart som beskrevs av Johannes Jacobus Smith. Bulbophyllum lorentzianum ingår i släktet Bulbophyllum och familjen orkidéer. Inga underarter finns listade i Catalogue of Life.